# Karl-Heinz Riedle
Karl-Heinz Riedle, né le 16 septembre 1965 à Weiler im Allgäu en Bavière, est un footballeur international allemand. Il jouait au poste d'attaquant.

## Biographie
Karl-Heinz Riedle commence sa carrière professionnelle sous le maillot du FC Augsburg puis au SV Blau-Weiß Berlin. Ses bonnes performances lui permettent d'être recruté à 21 ans par le Werder Brême de Otto Rehhagel en 1987. Dès sa première saison dans le nord de l'Allemagne il remporte la Bundesliga. Il fait également très rapidement ses débuts en équipe nationale. Il enchaine les bonnes performances à Brême et est retenu par le sélectionneur Franz Beckenbauer pour la coupe du monde 1990 en Italie. Il n'est certes pas titulaire puisque le duo Rudi Völler - Jürgen Klinsmann est incontournable mais il participe à quatre matchs sur sept et est champion du monde.
Dans la foulée de cette épopée victorieuse, il rejoint le calcio et la Lazio Rome. Pendant trois ans il joue en attaque avec l'Uruguayen Rubén Sosa puis l'Italien Giuseppe Signori. Ces bonnes performances à Rome et la retraite internationale provisoire de Rudi Völler lui permettent d'être titulaire lors de l'Euro 1992 en Suède aux côtés de Jürgen Klinsmann. L'Allemagne est battue en finale par le surprenant Danemark mais avec trois réalisations il est co-meilleur buteur de la compétition.
En 1993 il rejoint l'ambitieux Borussia Dortmund entrainé par Ottmar Hitzfeld. Aux cours de quatre saisons il côtoie en attaque des joueurs de la trempe de Stéphane Chapuisat, Flemming Povlsen ou encore Heiko Herrlich. Sur le plan collectif les succès sont nombreux avec deux titres de champion d'Allemagne en 1995 et 1996 mais surtout une victoire en Ligue des champions en 1997. Au cours de cette finale le Borussia s'impose 3-1 en finale face à la Juventus et Riedle inscrit les deux premiers buts de cette rencontre.
Il tente une nouvelle aventure à l'étranger après cette importante réussite individuelle et collective à Liverpool. Pendant deux ans il ne parvient pas à s'imposer de manière régulière dans le onze de départ aux côtés de Robbie Fowler à la suite de l'explosion du jeune Michael Owen. Il part alors finir sa carrière au Fulham FC en 1999. Le club évolue en championship mais monte en Premier League à l'issue de l'ultime saison de Riedle en 2001. Au cours de ces deux ans à Londres, il assure même un court intérim sur le banc de touche en fin de saison 1999-2000 à la suite du licenciement de Paul Bracewell.

## Palmarès

### En Club
- Vainqueur de la Ligue des Champions en 1997 avec le Borussia Dortmund
- Champion de RFA en 1988 avec le Werder Brême
- Champion d'Allemagne en 1995 et en 1996 avec le Borussia Dortmund
- Supercoupe d'Allemagne en 1995 et 1996 avec le Borussia Dortmund
- Finaliste de la Coupe de RFA en 1989 et en 1990 avec le Werder Brême

### En équipe d'Allemagne
- 42 sélections et 16 buts entre 1988 et 1994
- Vainqueur de la Coupe du Monde en 1990
- Médaille de bronze aux Jeux Olympiques en 1988
- Participation au Championnat d'Europe des Nations en 1992 (Finaliste)

### Distinctions Personnelles
- Meilleur buteur de la Coupe de l'UEFA en 1990 (6 buts)
- Meilleur buteur du Championnat d'Europe des Nations en 1992 (3 buts)

## Revenus
En 1994, selon l'hebdomadaire Sport-Bild, il est le troisième footballeur le mieux payé d'Allemagne.